# Gábor Szetey
Gábor Szetey (6 de janeiro de 1968) é um ex-político húngaro e ex-secretário de Estado de Recursos Humanos no governo Gyurcsány, cargo que ocupou de julho de 2006 a abril de 2009. Ele foi o primeiro membro assumidamente gay do governo húngaro. Atualmente, ele mora no norte de Chicago, nos EUA.

## Biografia
Szetey é graduado pela Universidade de Ciências Econômicas de Budapeste, tendo se formado em 1992. Ele foi consultor e, mais tarde, sócio sênior em empresas de consultoria em Budapeste. Nos anos 2000 e 2001, ele trabalhou como consultor e instrutor na Time Manager International USA Inc., em Nova York, nos Estados Unidos. Entre 2001 e 2004, foi Diretor de Recursos Humanos na Kraft Foods Hungaria e Philip Morris Magyarország (Hungria). Ele continuou sua carreira na Massalin Particulares (Philip Morris Argentina) em 2005, mas decidiu retornar à Hungria em 2006, quando foi convidado para trabalhar no Governo da Hungria. Em 2009, ele abandonou a política e foi para a Espanha, onde passou a trabalhar na iniciativa privada.

## Vida pessoal
Szetey declarou publicamente que era gay na noite de abertura do Festival de Cinema Gay e Lésbico de Budapeste, em 6 de julho de 2007. Ele já estava trabalhando pelo Governo há um ano. É o primeiro membro LGBT do governo na Hungria e o segundo político a revelar sua orientação sexual, depois de Klára Ungár. A revelação de Szetey ocorreu no final de um discurso sobre igualdade e tolerância:
| “ | Quando pudermos orgulhar-nos de sermos húngaros, romenos, judeus, católicos, gays ou heterossexuais... Se pudermos orgulhar-nos das nossas diferenças, ficaremos orgulhosos das nossas semelhanças. Eu acredito em Deus. E acredito que todos os homens e mulheres têm o direito de amar e ser amados. Em todos os lugares. O amor não tem preferência partidária. Nem a felicidade ou a escolha de um parceiro. Então: eu sou Gábor Szetey. Sou europeu e húngaro. Acredito em Deus, amor, liberdade e igualdade. Sou o Secretário de Estado dos Recursos Humanos do Governo da República da Hungria. Economista e diretor de RH. Parceiro, amigo, às vezes rival. E eu sou gay. | ” |

Entre o público presente no evento em que fez o discurso, estava Klára Dobrev, esposa do primeiro-ministro Ferenc Gyurcsány, bem como outros quatro membros do gabinete húngaro. O Primeiro-Ministro apoiou Szetey em seu blog e apelou ao debate público sobre as relações entre pessoas do mesmo sexo na Hungria. Atualmente, a Hungria reconhece parcerias registradas entre pessoas do mesmo sexo. Após a saída do Sr. Szetey, o Parlamento adotou a Lei da União Civil Registrada, que entrou em vigor em 1º de janeiro de 2009.
Em uma entrevista subsequente, Szetey declarou:
| “ | Um pequeno mas expressivo grupo de extremistas de direita quer ofender a todos... De acordo com uma pesquisa, 51% dos entrevistados consideraram que meu discurso foi corajoso e melhoraria a situação dos homossexuais. É estranho que os conservadores, que atribuem tanta importância a que os estados vizinhos proporcionem direitos iguais às suas minorias húngaras, não se possam preocupar com a igualdade de direitos no seu próprio país. | ” |